# Antonius Musa
Antonius Musa (i. e. 1. század – 1. század) római orvos.

## Élete
Korának híres orvosa volt, aki Augustust i. e. 23-ban hidegvíz-gyógymóddal mentette meg, amint erről Suetonius ír. Ettől fogva alkalmazták e gyógymódot egyre szélesebb körben. Neve alatt fennmaradt egy Agrippinának címzett „De herba Botanica” című munka, orvosi rendelvényekkel, valamint egy hosszabb töredék „De tuenda valetudine ad Maecenatem”, de egyik sem az ő munkája, hanem később keletkezett. Idézet Suetoniustól:
„…Élete során (Augustus) sok súlyos és veszedelmes betegségen esett át. Legkomolyabban a cantabriai háború után betegedett meg, amikor a májára is ráhúzódott a baj, és az epeömlések annyira kétségbe ejtették, hogy alávetette magát egy, a természettel ellenkező, kockázatos gyógymódnak is: mivel a meleg borogatás nem használt, Antonius Musa tanácsára kénytelen volt hideggel kezeltetni magát.”